# Redingeria deightonii
Redingeria deightonii är en lavart som först beskrevs av C.W. Dodge, och fick sitt nu gällande namn av Frisch 2006. Redingeria deightonii ingår i släktet Redingeria och familjen Thelotremataceae.   Inga underarter finns listade i Catalogue of Life.